# Дініш Алмейда
Дініш Алмейда (порт. Dinis Almeida; нар. 28 червня 1995, Ешпозенде) — португальський футболіст, захисник болгарського клубу «Лудогорець» та юнацької збірної Португалії.
Виступав також за клуб «Антверпен».
Чемпіон Болгарії. Володар Кубка Болгарії. Триразовий володар Суперкубка Болгарії.

## Клубна кар'єра
Народився 28 червня 1995 року в місті Ешпозенде.
У дорослому футболі дебютував 2013 року виступами за команду «Жоане», в якій провів один сезон, взявши участь у 32 матчах чемпіонату. 
Згодом з 2014 по 2021 рік грав у складі команд «Реус», «Монако», «Белененсеш», «Брага Б», «Ксанті» та «Локомотив» (Пловдив).
Своєю грою за останню команду привернув увагу представників тренерського штабу клубу «Антверпен», до складу якого приєднався 2021 року. Відіграв за команду з Антверпена наступні два сезони своєї ігрової кар'єри.
До складу клубу «Лудогорець» приєднався 2023 року. Станом на 4 лютого 2025 року відіграв за команду з міста Разграда 25 матчів у національному чемпіонаті.

## Виступи за збірні
У 2014 році дебютував у складі юнацької збірної Португалії (U-19), загалом на юнацькому рівні взяв участь у 4 іграх.

## Титули і досягнення
- Чемпіон Болгарії (2):

«Лудогорець»: 2023-2024, 2024-2025
- Володар Кубка Болгарії (2):

«Локомотив» (Пловдив): 2019-2020
«Лудогорець»: 2024-2025
- Володар Суперкубка Болгарії (3):

«Локомотив» (Пловдив): 2020
«Лудогорець»: 2023, 2024